# Cuíca-cinza
Cuíca-cinza (Marmosops incanus) é uma espécie de marsupial da família dos didelfiídeos (Didelphidae). Endêmica do Brasil, pode ser encontrada na Mata Atlântica, nas ilhas continentais dos estados da Bahia, Espírito Santo, Rio de Janeiro e São Paulo, nas florestas secas e semidecíduas de Minas Gerais e áreas florestais do cerrado e regiões de caatinga adjacentes à Mata Atlântica em Minas Gerais e Bahia. É semiarbóreo, movendo-se em média 67,38% no solo. São solitários, noturnos e escansoriais (escaladores de árvores). Vivem de uma dieta composta principalmente de insetos (sobretudo Hemiptera, Coleoptera, Lepidoptera e Hymenoptera) e frutas. Atualmente seu estatuto de conservação, de acordo com a União Internacional para a Conservação da Natureza e dos Recursos Naturais (IUCN), é de "pouco preocupante".
A cuíca-cinza tem expectativa de vida baixa, com os machos vivendo cerca de um ano, e as fêmeas um ano e meio. Seus pelos são escuros no dorso e de coloração marrom-acinzentada. Possuem anéis negros ao redor dos olhos e entre eles sua face é pálida, mas suas bochechas são creme. Seu ventre é creme ou rosado, com a lateral acinzentada. Os jovens possuem pelos mais longos e macios do que os adultos. As fêmeas não possuem marsúpio. Suas orelhas são grandes e despeladas, tal como sua cauda, que é preênsil e possui colocação mais clara na parte inferior, tendendo ao branco na ponta. Os machos são bem maiores do que as fêmeas. Os espécimes de cuíca-cinza medem, em média, de 91 a 194 milímetros da cabeça e corpo, enquanto a cauda mede de 110 a 237 milímetros. Pesam entre 13 e 140 gramas.